# Virus (centro sociale)

La band Hardcore punk Wretched in concerto al centro sociale Virus

Il Virus è stato un centro sociale milanese attivo dal 1982 al 1987 È considerato uno dei principali luoghi di diffusione della prima scena punk in Italia.

## Storia del Virus
Il Virus nasce in via Correggio 18 a Milano in seguito all'incontro tra alcuni punk milanesi (tra cui Marco Philopat, autore del libro Costretti a sanguinare e tra i principali animatori del centro autogestito) e il locale Vidicon; in precedenza altri locali e luoghi d'incontro erano stati boicottati dai suddetti in quanto discoteche col semplice scopo di lucro su una scena legata alla musica punk che anche in Italia iniziava a destare interesse, oppure in quanto luoghi di spaccio di droghe pesanti (soprattutto eroina). In coincidenza col fallimento del Vidicon, il collettivo punk venutosi a creare prende consapevolezza delle proprie capacità e della propria posizione all'interno della scena alternativa milanese e il 31 ottobre 1981 organizza nei locali confinanti col Vidicon il primo concerto dal titolo "Contro l'eroina".
L'apertura ufficiale col nome "Virus" avviene nel febbraio 1982; il locale si presenta di grandi dimensioni, riscaldato, insonorizzato e dotato di bar. L'apertura è seguita da un grande successo in occasione della cosiddetta "Offensiva di Primavera" (aprile 1982) a cui partecipano più di 50 gruppi musicali e quasi 3000 punk da tutta Italia; il successo conferma il Virus come punto di riferimento per tutto il movimento punk nazionale che inizia ad allacciare rapporto con gruppi e realtà alternative europee e non.
Oltre all'organizzazione di concerti all'interno del Virus, il collettivo riesce a dare vita a realtà rivolte verso l'esterno, tra le quali spiccano la casa editrice ”Antiutopia Produzioni”, la distributrice “Virus Diffusioni” e “PUNKamINazione” addetta all'organizzazione di concerti.
Giunti a questo punto, se prima i punk appartenenti al circuito del Virus organizzavano rappresaglie e boicottaggi di concerti organizzati in discoteche (in un momento in cui i prestigiosi nomi del punk mondiale offrivano ad esse ottima occasione di guadagni), ora possono vedere nel Virus un punto di attrazione capace di sottrarre gruppi stranieri quali Disorder, MDC e molti altri al mercato ufficiale.
Delle manifestazioni di grosso impatto a cui i "punx del virus" parteciparono due spiccano in modo particolare: la mobilitazione contro l'installazione di missili statunitensi presso la base militare di Comiso nell'estate del 1983, a cui partecipano realtà alternative da tutta Europa, e il "Chaos Tag", mobilitazione sostenuta da migliaia di punk europei contro la manifestazione organizzata da naziskin presso Hannover il 2 agosto 1984.
Per tutto il suo arco di vita, il Virus dovette sempre mettersi in relazione (di carattere poco pacifico) coi cantieri edili voluti da Mantovani, proprietario dello stabile occupato dal Virus e dal Vidicon e degli stabili intorno. A prova di ciò nel novembre 1982 avviene il primo sgombero con conseguente spostamento delle attività presso i più piccoli locali un tempo appartenenti al Vidicon. Le attività ripresero ancor prima delle festività natalizie per poi essere definitivamente stroncate nemmeno due anni più tardi.
Il Virus di via Correggio 18 cessa la sua esistenza il 15 maggio 1984 a causa dell'incontro tra gli interessi economici del proprietario degli stabili e della volontà politica dell'amministrazione comunale nel voler eliminare una realtà scomoda (come nel caso delle occupazioni del teatro Miele e del teatro di Porta Romana in occasione del congresso di sociologia sulle "bande giovanili metropolitane"). Il Virus viene in seguito riaperto in uno stabile in Viale Piave 9, sempre a Milano, fino al crollo del tetto nell'agosto 1985, ed in seguito, il 12 ottobre 1985 viene occupato un edificio comunale in Piazza Bonomelli 3, un ex lavatoio pubblico, dove si svolgeranno ancora concerti e iniziative per poco più di un anno.

### Documentari
- Virus - Il film, regia di Susanna Francalanci, Cecilia Pennacini, (28", Albedo cinematografica, 1984)
- Italian Punk Hardcore: 1980-1989 di Angelo Bitonto, Giorgio S. Senesi e Roberto Sivilia (2015)